# Moses Oloya
Moses Oloya (né le 22 octobre 1992 à Kampala en Ouganda) est un joueur de football international ougandais, qui évolue au poste de milieu de terrain.
Son frère aîné, Jimmy Kidega, est également footballeur.

## Biographie

### Carrière en club
Il participe à la Ligue des champions d'Asie avec le club vietnamien de Becamex Bình Dương.
Avec le club du Kouban Krasnodar, il joue 12 matchs en deuxième division russe, marquant un but.

### Carrière en sélection
Il joue son premier match en équipe d'Ouganda le 8 octobre 2011, contre le Kenya. Ce match qui se solde par un score nul et vierge rentre dans le cadre des éliminatoires de la Coupe d'Afrique des nations 2012.
Il participe ensuite à la Coupe CECAFA des nations en 2011 puis en 2012. L'Ouganda remporte par deux fois cette compétition, en battant successivement en finale le Rwanda, puis le Kenya.
Il marque son premier but avec l'équipe d'Ouganda le 8 janvier 2017, en amical contre la Slovaquie (victoire 1-3).
En janvier 2017, il participe à la Coupe d'Afrique des nations organisée au Gabon. Lors de cette compétition, il prend part aux trois matchs disputés par son équipe. Il joue à cet effet contre le Ghana, l'Égypte, et le Mali.

## Palmarès
| Xuan Thanh Saigon - Championnat du Viêt Nam (1) : - Champion : 2011. - Coupe du Viêt Nam (1) : - Vainqueur : 2012.           |  | Becamex Bình Dương \| - Championnat du Viêt Nam (2) : - Champion : 2014 et 2015. - Coupe du Viêt Nam (1) : - Vainqueur : 2015. - Finaliste : 2014. \| \| - Supercoupe du Viêt Nam (2) : - Vainqueur : 2014 et 2015. - Championnat du Mékong des clubs (1) : - Vainqueur : 2014. \| |
| - Championnat du Viêt Nam (2) : - Champion : 2014 et 2015. - Coupe du Viêt Nam (1) : - Vainqueur : 2015. - Finaliste : 2014. |  | - Supercoupe du Viêt Nam (2) : - Vainqueur : 2014 et 2015. - Championnat du Mékong des clubs (1) : - Vainqueur : 2014. |

 Ouganda
- Coupe CECAFA des nations (2) :
  - Vainqueur : 2011 et 2012.